# Геленау
Геленау (нім. Gelenau) — громада в Німеччині, розташована в землі Саксонія. Входить до складу району Рудні Гори.
Площа — 21,11 км2. Населення становить 4104 ос. (станом на 31 грудня 2020).